# Marlena Miarczyńska
Marlena Miarczyńska, właśc. Maria Magdalena Miarczyńska (ur. 18 kwietnia 1952 w Pabianicach) – polska aktorka.

## Życiorys
Jest absolwentką szkoły muzycznej I stopnia w klasie fortepianu. W 1976 roku ukończyła studia na Wydziale Aktorskim Państwowej Wyższej Szkoły Filmowej, Telewizyjnej i Teatralnej im. Leona Schillera w Łodzi. Występowała na deskach polskich scen: Teatru im. Wojciecha Bogusławskiego w Kaliszu (1976–1977), Teatru Narodowego w Warszawie (1977–1985), Teatru na Woli (1985–1986). Występowała również w spektaklach telewizyjnych, filmach oraz serialach. W 1977 roku otrzymała „Nagrodę Młodych” Zarządu Głównego SPATiF za rolę Józka w sztuce Tato, tato sprawa się rypła na XVI Kaliskich Spotkaniach Teatralnych. W 2022 roku uhonorowana Brązowym Medalem „Zasłużony Kulturze Gloria Artis” przez Ministerstwo Kultury i Dziedzictwa Narodowego. Jest prezesem Fundacji Artystów Weteranów Scen Polskich. Związana z Domem Artystów w Skolimowie.
Aktorka wystąpiła, m.in. w następujących produkcjach filmowych: Jej portret (1974, reż. Mieczysław Waśkowski), Bez znieczulenia (1978, reż. Andrzej Wajda), Przesłuchanie (1982, reż. Ryszard Bugajski), Alternatywy 4 (1983, reż. Stanisław Bareja), 07 zgłoś się (1984–1987, reż. Krzysztof Szmagier).